# Курильская лисичка
Курильская лисичка (лат. Podothecus hamlini) — вид лучепёрых рыб семейства агоновых. Длина тела до 17 см. Морские придонные рыбы умеренных вод. Встречаются на глубине от 33 до 55 м. Распространены в северо-западной части Тихого океана: южной части Охотского моря и северной части Японского моря. Их охранный статус не определён, они безвредны для человека, объектом промысла не являются.